# 匯彩娛樂坊

## 簡介
博彩遊戲開發供應商及賭場管理公司滙彩控股有限公司(「滙彩」或「集團」)(股份代號:1180)宣佈，其子公司樂透(澳門)有限公司(「樂透澳門」)與澳門博彩股份有限公司(「澳博」)簽訂賭場管理協議，於新建業商業中心經營全幢娛樂場，此舉勢將加快集團在澳門博彩娛樂市場的滲透率。
滙彩與澳博於2007年十二月在新建業商業中心三樓合作開設「滙彩娛樂坊」。鑒於此業務模式取得空前成功，雙方擴充娛樂場業務至佔據新建業商業中心五層空間，集團與澳博的合作亦因而更趨緊密。
博彩娛樂大樓面積達172,820 平方呎的「金碧滙彩娛樂場」位於澳門娛樂中心，鄰近葡京酒店及娛樂場，在永利澳門渡假酒店對面，現正處於最後裝修階段。該娛樂場，
設置80 張傳統百家樂台、730 部電子娛樂桌終端機及角子機，包括全球首個百家樂「滙彩大獎」博彩遊戲系統。娛樂場定於二零零八年八月七日(星期四)開幕。
根據該協議，樂透澳門可取得娛樂桌產生的淨贏數55%及角子機產生的淨贏數 40%，而澳博則負責支付為數相等於娛樂場總淨贏數 40%的特殊博彩稅。樂透澳門將支付或償付澳博已經支付或產生的租金開支、員工成本及其他營運費用。
樂透遊戲有限公司（LT Game Limited），為了強化企業本身的競爭力，以及為了能夠容納更多來自世界各地的旅客，特別開發出專利的
「Live Table Games Machine直播賭檯遊戲機」，透過高科技的電腦終端設備以及通訊攝影器材，讓更多的遊客能夠在同一時間，參與各種與真人博弈相同的遊戲，且透過電腦設備的監控，完全避免人為的弊端與計算錯誤，此一專利估值約2.88億港元。

## 擴展
滙彩控股有限公司亦積極擴展相關版圖與市場，日前兩岸四地的產經互動漸趨熱絡，看準台灣博弈產業的成長勁道未來將會劇增，匯彩控股搶先在台佈局、設立駐台辦事處「LT Game」，並積極往來新加坡新設賭場，除亞洲市場之外，在美國、加拿大、歐洲、南非、加勒比海、拉丁美洲及南美洲均已開始接觸展現出其積極的魄力。